# Pantherinae

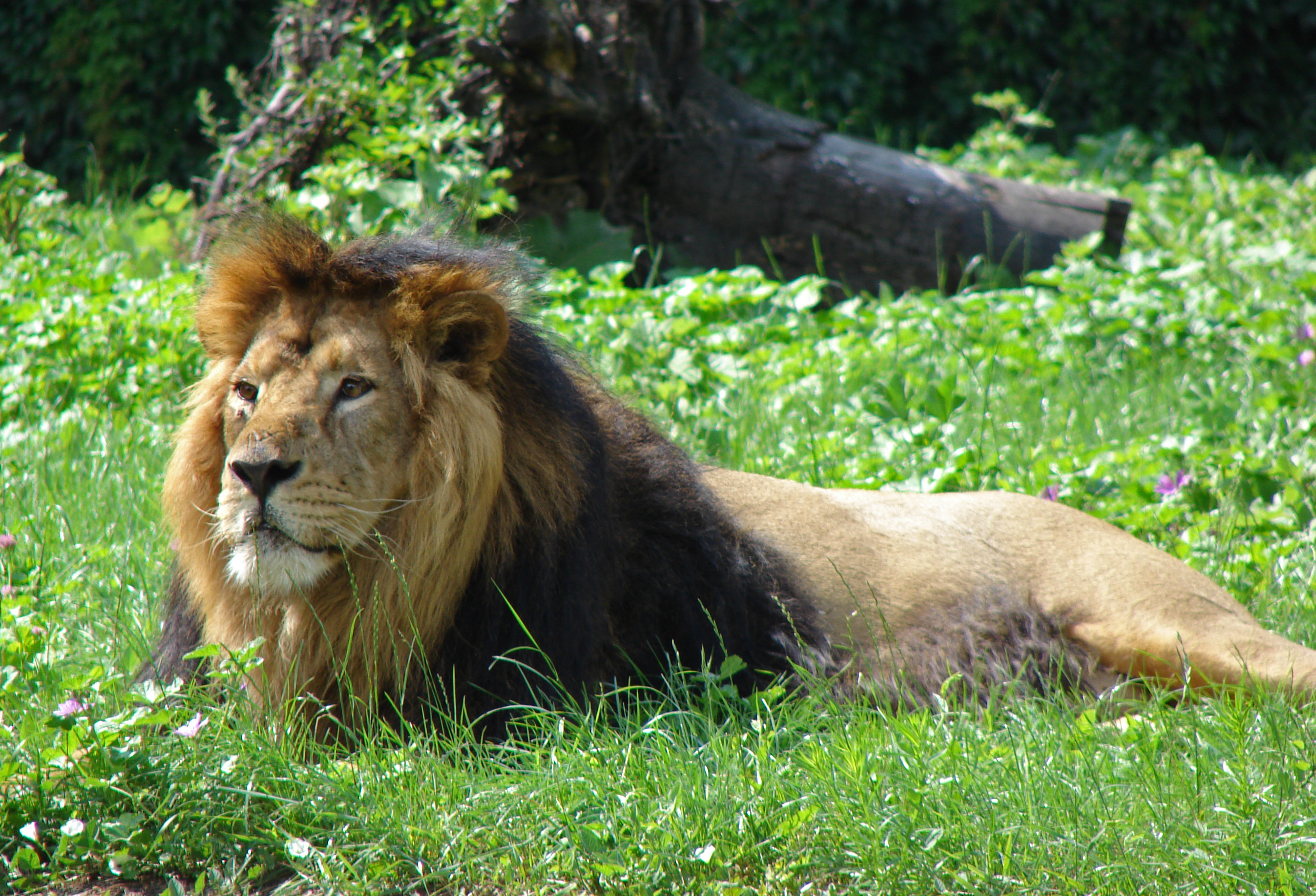
Leone asiatico (Panthera leo persica).

I Panterini (Pantherinae Pocock, 1917) sono una sottofamiglia dei Felidi, che comprende i più grandi rappresentanti della famiglia.

## Descrizione
I suoi membri più noti (leone, tigre, leopardo, leopardo delle nevi e giaguaro) appartengono tutti al genere tipo, Panthera, ma il raggruppamento comprende altre specie meno conosciute come il leopardo nebuloso (Neofelis nebulosa) e il leopardo nebuloso del Borneo (Neofelis diardi).
La caratteristica principale dei panterini, oltre alle dimensioni generalmente grandi e a una maggior robustezza del corpo, è data dall'apparato ioideo (una serie di ossa che regge la base della lingua) sviluppato in modo diverso da quello della sottofamiglia dei felini. L'apparato, in parte cartilagineo (al contrario di quello dei felini, completamente ossificato), permette ai panterini di ruggire.
Sono i felidi più grandi; le loro dimensioni variano dai 300 kg della tigre ai 70 kg del leopardo delle nevi, passando per i 250 kg del leone, i 150 kg del giaguaro e i 90 kg del leopardo. Sono anche i felidi che cacciano le prede più grandi: il leone e la tigre, in particolare, possono abbattere persino bufali e giovani elefanti, ma anche il giaguaro e il leopardo riescono ad uccidere tapiri (giaguaro) e zebre (leopardo) di 300 kg.

## Evoluzione

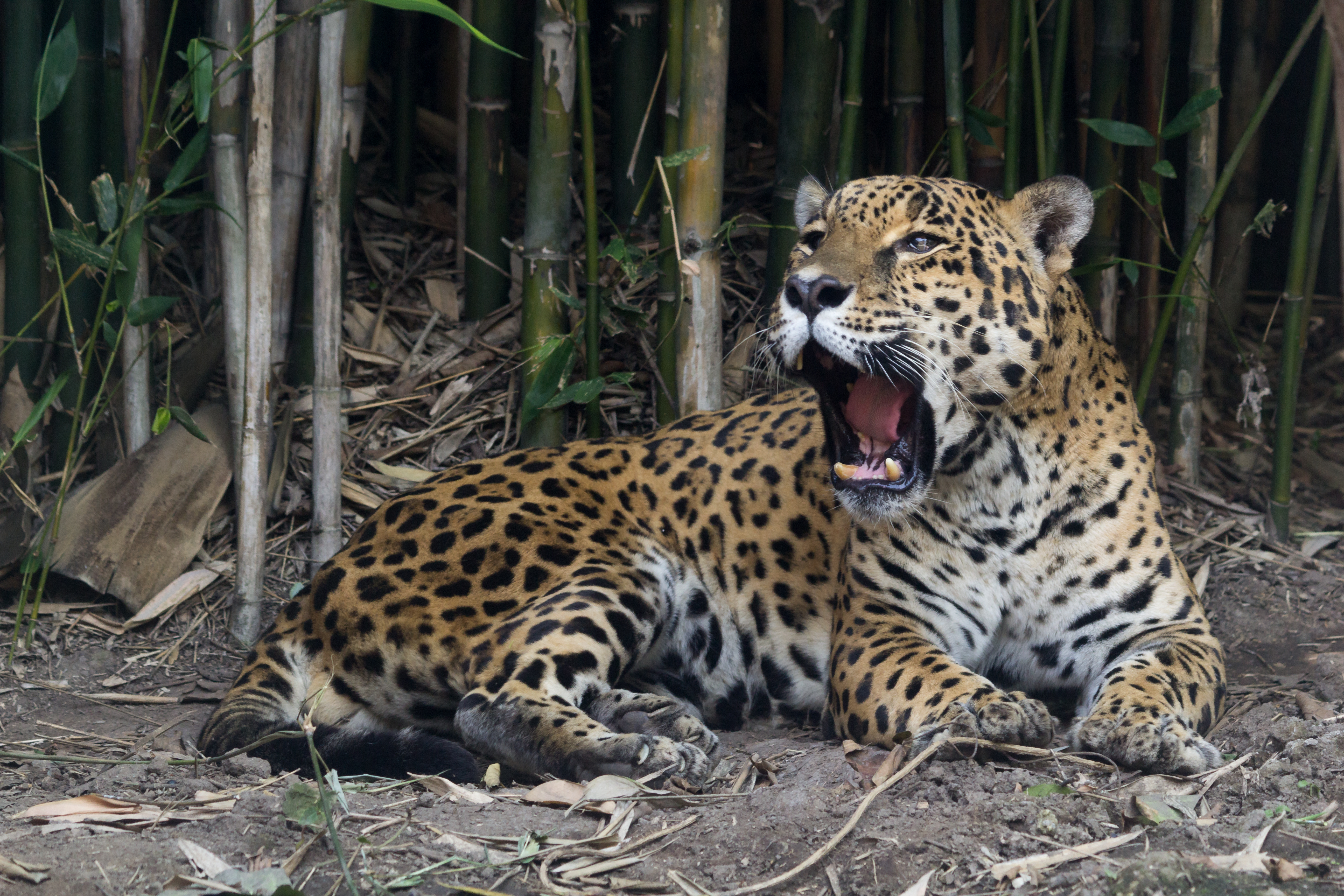
Giaguaro (Panthera onca).

I panterini potrebbero essersi originati circa 10 milioni di anni fa da felidi primitivi, come quelli del genere Pseudaelurus e Miopanthera, della taglia di un puma. Le prime forme note, come Leontoceryx e Dromopanthera, apparvero nel Miocene superiore. Nel Pliocene è relativamente ben conosciuto Viretailurus, vagamente simile a un leopardo dal muso corto, caratteristico dei depositi francesi e italiani. Nel Pleistocene, oltre alle forme attuali, sono note altre specie o sottospecie caratteristiche, come il giaguaro europeo, il leone delle caverne e il leone americano.

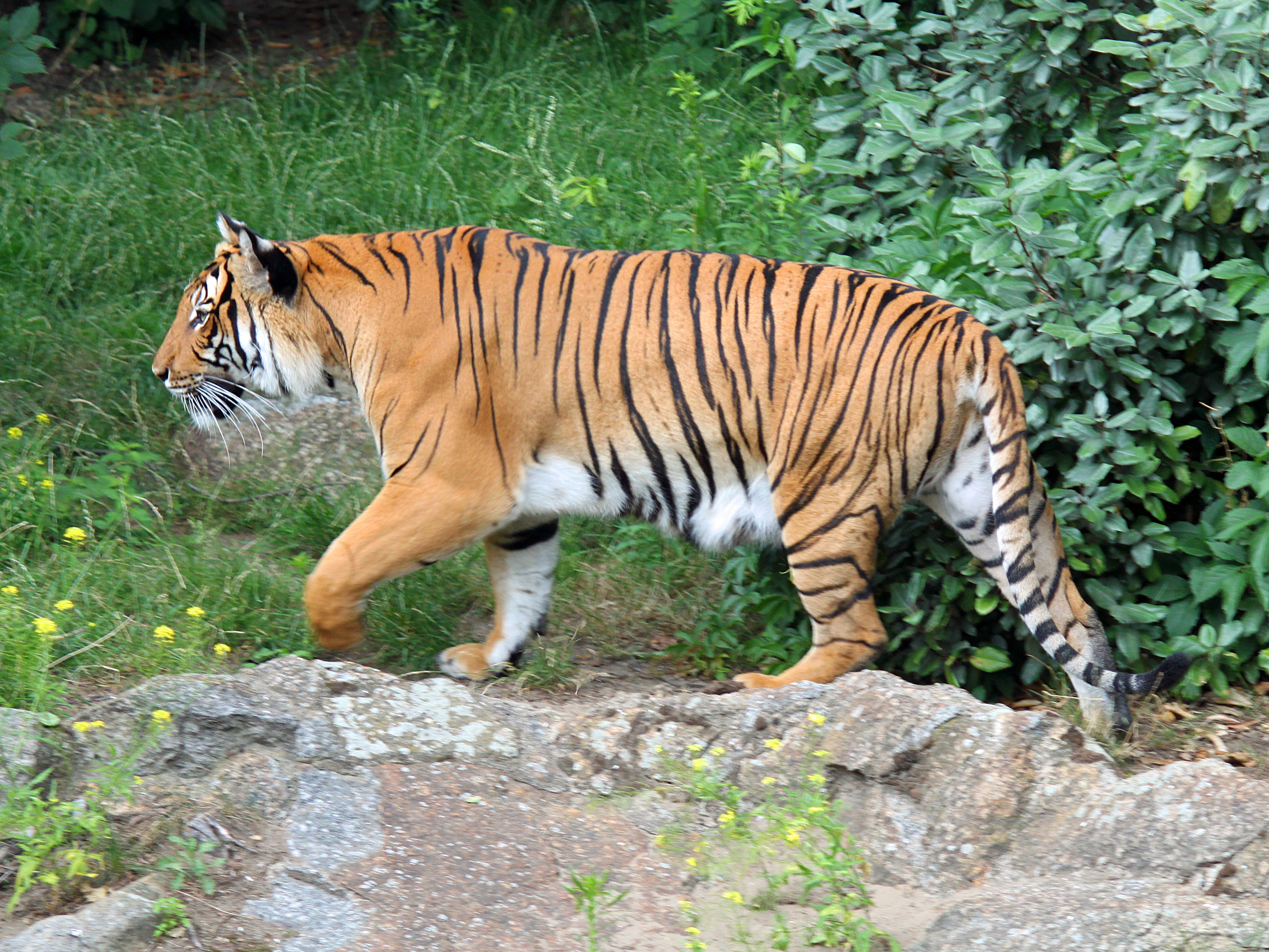
Tigre (Panthera tigris).

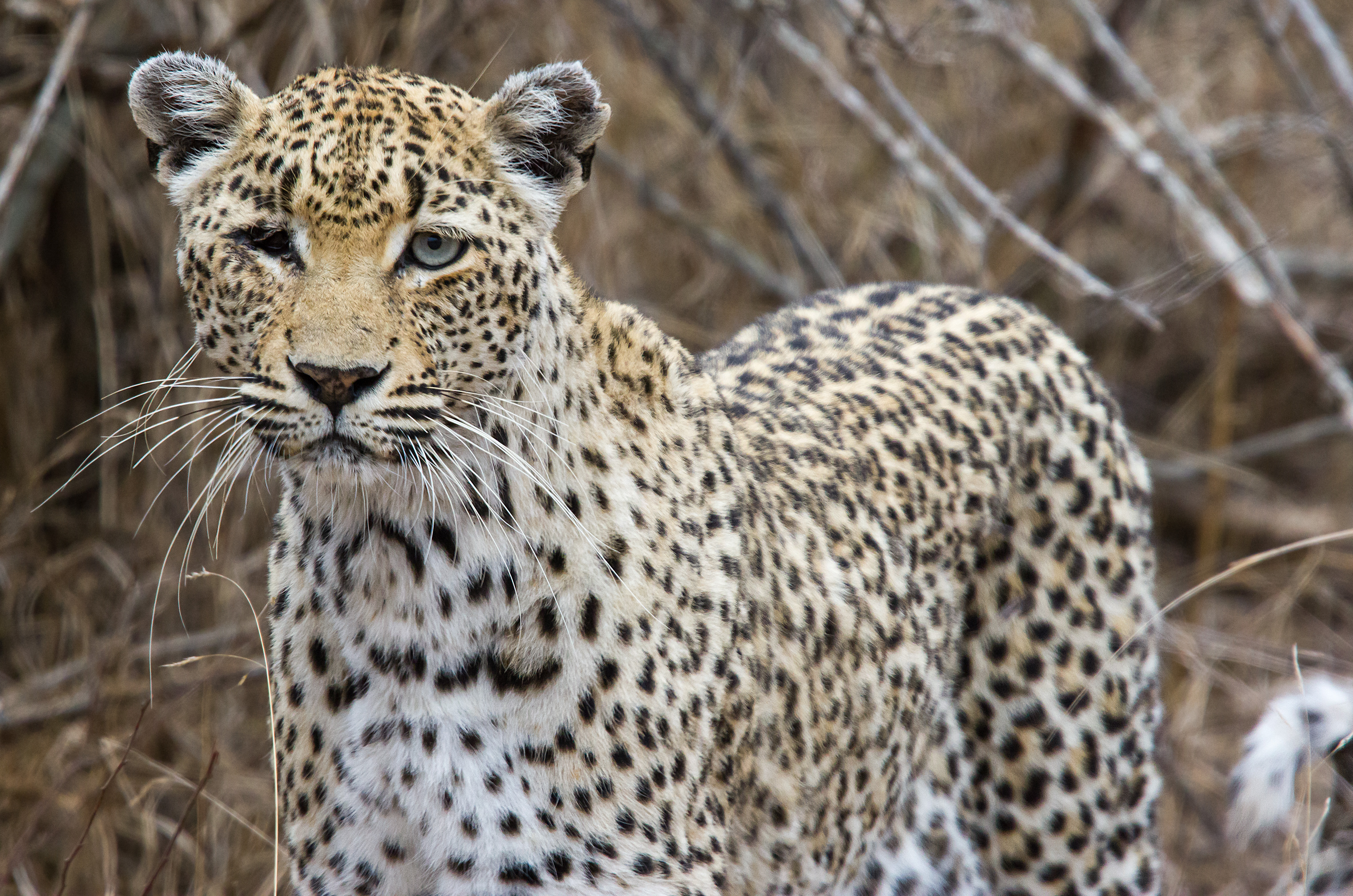
Leopardo (Panthera pardus).

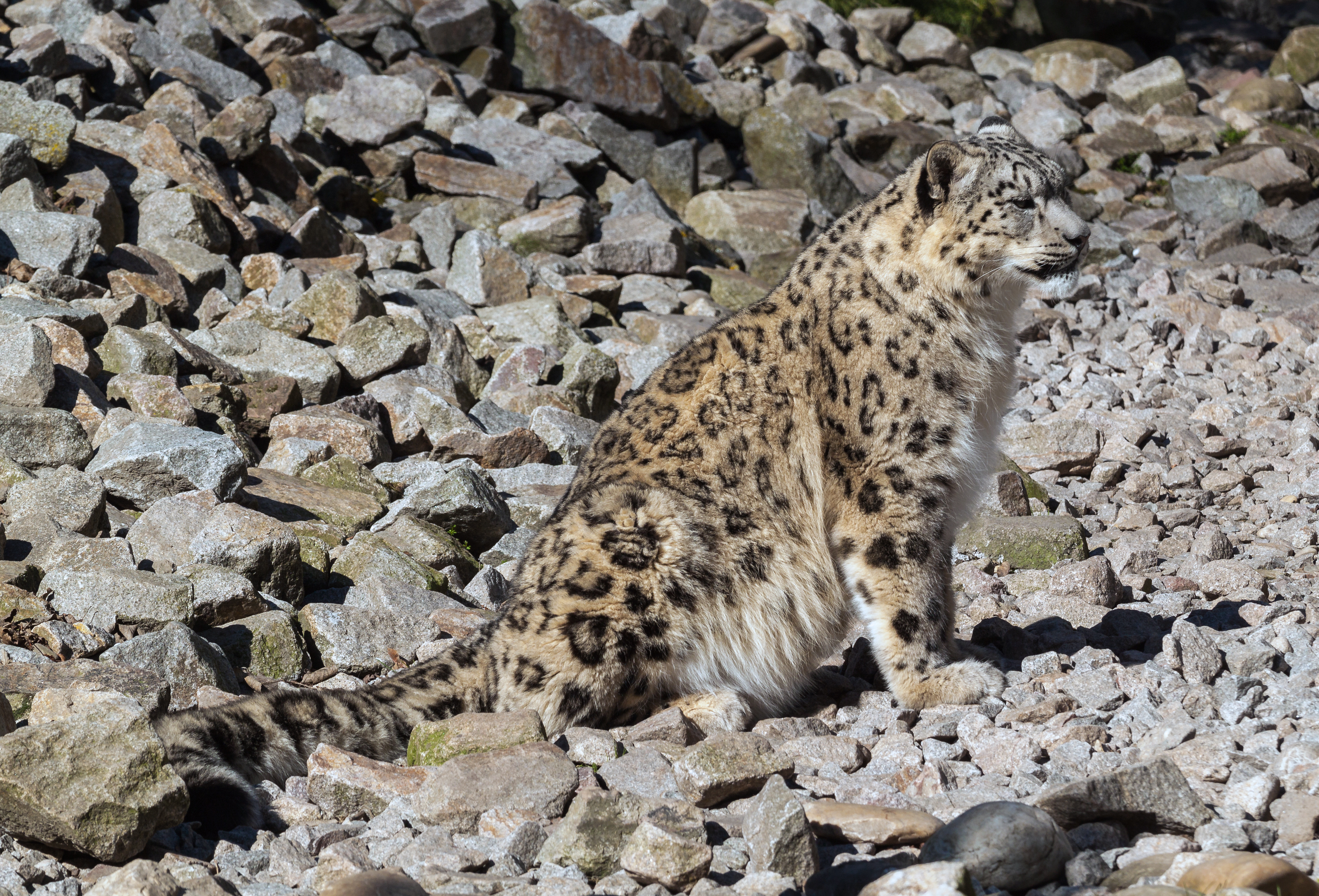
Leopardo delle nevi (Panthera uncia).

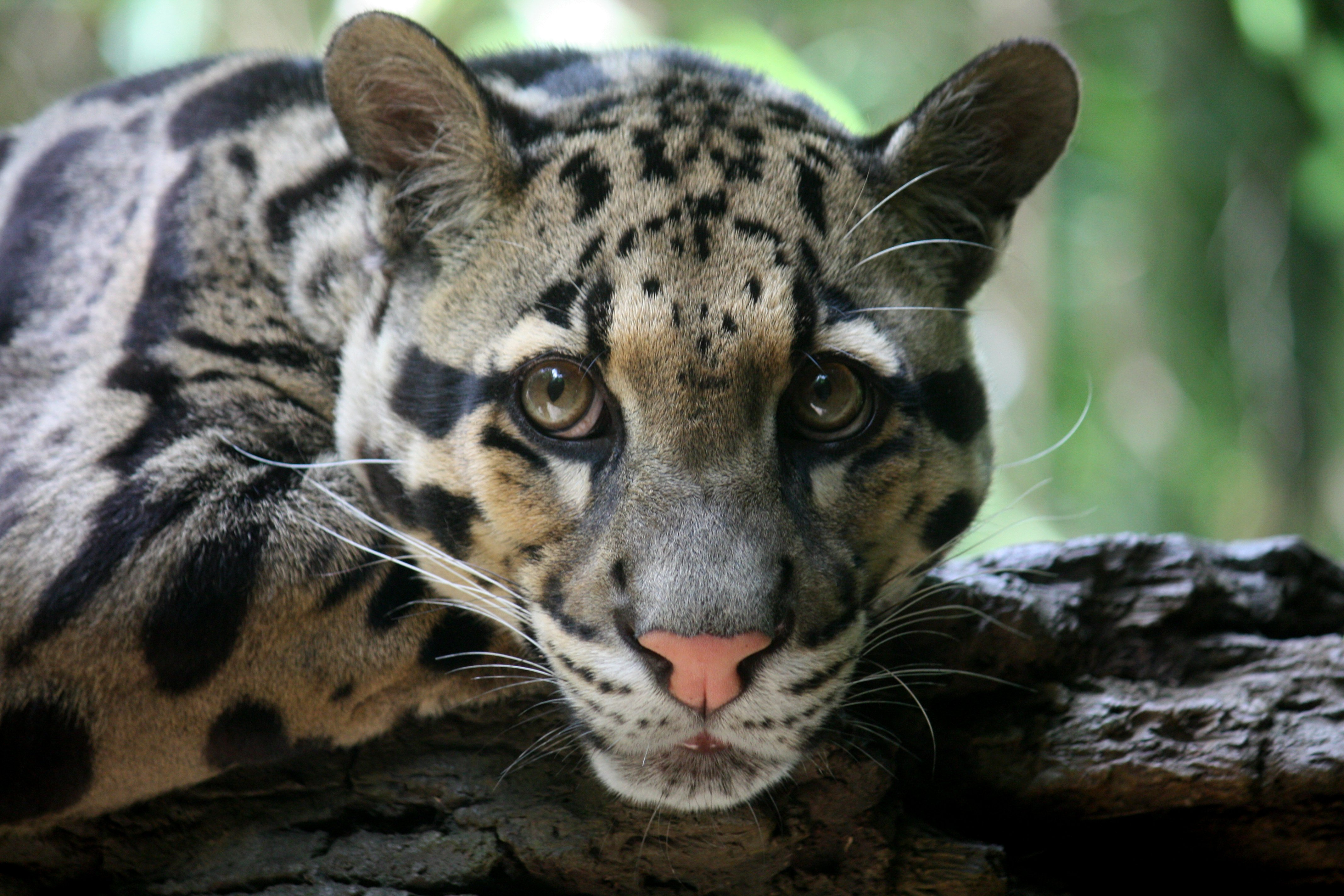
Leopardo nebuloso (Neofelis nebulosa).

I più antichi resti fossili conosciuti appartengono alla specie Panthera blytheae, un grosso felide vissuto nel tardo Miocene e nel primo Pliocene in Asia, i cui resti sono stati ritrovati sull'altopiano del Tibet nel 2010.

## Albero filogenetico
L'Albero filogenetico dei Pantherinae, sottofamiglia dei felidi

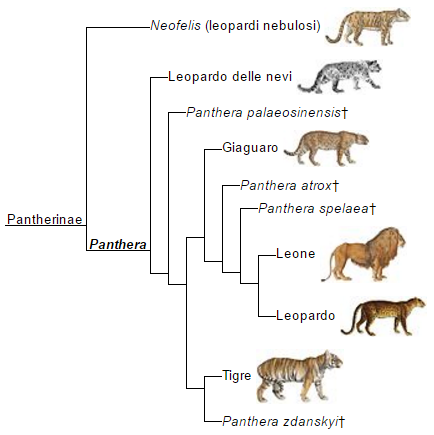
Albero filogenetico